# Cinderella III: A Twist in Time
Cinderella III: A Twist in Time (Cenicienta: Qué pasaría si... en España y La Cenicienta 3: Un giro en el tiempo en Hispanoamérica) es una película infantil de animación lanzada directamente para DVD en 2007, es la segunda secuela del éxito del clásico de Walt Disney La Cenicienta, su primera secuela siendo Cinderella II: Dreams Come True, que se lanzó directamente para VHS en 2002.

## Argumento
En el aniversario de la boda de Cenicienta y el Príncipe, el Hada Madrina y los ratones Gus-Gus y Jack los sorprenden con un pícnic en el bosque. Mientras tanto, en la vieja mansión, Anastasia y Drizella tienen la obligación de hacer todas las tareas de la casa, debido a que Cenicienta se ha ido a vivir al palacio. Anastasia se aleja de la casa para no tener que seguir trabajando y se encuentra con la fiesta de pícnic. En un descuido el Hada Madrina pierde su varita y Anastasia la toma. Ella regresa inmediatamente a la mansión y le cuenta a su madre y a Drizella que es una varita mágica y que Cenicienta usó la magia para poder estar con el Príncipe. Ninguna de las dos lo creyeron pero en ese mismo momento viene el hada Madrina que buscaba su varita. Anastasia se niega a entregársela por lo que el hada Madrina intenta recuperarla, y en medio del forcejeo un hechizo sale de la varita convirtiendo al Hada Madrina en piedra. Anastasia se horroriza por lo que hizo pero Lady Tremaine se asombra por lo que acaba de ocurrir y decide usar la magia para arruinar la vida de Cenicienta.
Lady Tremaine usa la varita mágica para retroceder en el tiempo con sus hijas hasta el día en que el Gran Duque viene a la mansión para probarles la zapatilla de cristal. En ese mismo momento Gus y Jack llevan la llave para liberar a Cenicienta (que había sido encerrada en el ático por Lady Tremaine). La madrastra, sabiendo que tiene poco tiempo, utiliza la magia para que la zapatilla le quede a Anastasia. Ella se pone contenta por esto y el Gran Duque estaba asombrado. Suben al carruaje que les llevará al castillo y justo en ese momento llega Cenicienta, que estaba asombrada y preocupada al saber que a Anastasia le queda la Zapatilla. La madrastra rompe la otra y se va advirtiéndole antes que no interfiriera. Sin embargo, Cenicienta no se rinde y junto con Jack y Gus se dirige al castillo para aclarar todo. Cenicienta logra infiltrarse en el castillo afirmando ser empleada de aseo, y logra mantenerse la mayor parte del tiempo escondida para no ser descubierta por las Tremaine.
Anastasia llega al palacio y el Príncipe viene para recibirla pero se sorprende al ver que ella no es la chica con la que estuvo en el baile la otra noche. Inmediatamente Lady Tremaine modifica la memoria del Príncipe haciéndole creer que Anastasia sí es la chica que buscaba. Jack y Gus vieron esto y se apresuraron a informar a Cenicienta de que su madrastra tenía la varita mágica. Ante esto, los tres arman un plan para intentar recuperar la varita mágica.
Durante los preparativos de la boda, el rey pide unos momentos a solas con Anastasia y le obsequía el objeto más valioso que pertenecía a la reina que se trata de un caracol, el rey afirma que ella le hacía acordar a su querida esposa y le cuenta que un día caminando en la playa la conoció cuando ambos querían recoger el caracol al mismo tiempo y al verse uno al otro, se habían enamorado y lo guardaron como un recuerdo del gran amor que se tenían y al obsequiarle ese preciado recuerdo, es lo mismo que deseaba para su hijo y ella como su futura nuera. Anastasia se siente feliz porque el príncipe la ama y por recibir ese gran regalo pero Lady Tremaine y Drizella consideran una estupidez ese presente y lo único que les interesa es que se case con el príncipe por su fortuna.
Cenicienta se hace pasar por criada para entrar a la habitación de Lady Tremaine y es descubierta, pero Jack y Gus logran recuperar la varita y los tres escapan con ella. Cenicienta encuentra al Príncipe e intenta romper el hechizo, pero los guardias la detienen antes de que pueda hacerlo, ante la mirada del Príncipe quien parecía reconocer a Cenicienta pese al hechizo. Lady Tremaine ordena que coloquen a su hijastra en el siguiente barco que sale del reino. Los ratones buscan al Príncipe y le explican toda la historia. Él monta su caballo y se dirige al puerto para evitar que Cenicienta se vaya. Al abrazarla recupera su memoria y recuerda quién es ella. Así el Príncipe le pide, de nuevo, que se case con él. Cenicienta acepta y ambos regresan al castillo donde el Príncipe explica al Rey y al Gran Duque toda la verdad.
Inmediatamente el Rey ordena que arresten a las Tremaine pero ellas logran escapar con la varita mágica. Más tarde Cenicienta se preparaba para la boda cuando Lady Tremaine regresa y presenta a Anastasia que ahora está convertida en su doble, y que así disfrazada ella se casaría con el Príncipe creyendo que es Cenicienta. Cenicienta y Anastasia intercambian un breve diálogo, en donde Cenicienta le pregunta si ella será feliz así y si de en verdad lo ama al Príncipe. En ese momento interfiere Lady Tremaine quién lanza un hechizo directamente sobre Cenicienta transportándola, junto con Jack y Gus-Gus a las afueras del castillo dentro de un tétrico carruaje calabaza conducido por Lucifer (ahora humano). Él intenta llevarla lo más lejos posible pero Cenicienta, Jack y Gus logran librarse de él y escapar a tiempo para regresar el castillo y evitar la boda.
Cuando llegan a la iglesia, Cenicienta entra en el momento en que los votos están a punto de ser intercambiados, pero en ese momento Anastasia (con la forma de Cenicienta) que no está convencida de seguir con esa falsedad, rechaza ser la esposa del príncipe porque lo que desea es que la amen por ella. Lady Tremaine y Drizella salen llenas de furia por la respuesta de Anastasia y el Rey ordena su arresto. Lady Tremaine se defiende de los guardias con la varita mágica convirtiéndolos en animales. A continuación, Lady Tremaine se prepara para hacer lo mismo a Anastasia, pero es defendida por Cenicienta. Sin importarle, la madrastra lanza el hechizo igual, pero interfiere el Príncipe justo a tiempo logrando desviar el hechizo que se dirigía a Anastasia y a Cenicienta, haciendo que se vuelva contra Lady Tremaine y Drizella, convirtiéndolas en sapos y haciéndolas aparecer en la bodega del castillo. 
Después de esto Anastasia utiliza la varita mágica para restaurar al Hada Madrina y ella vuelve a su forma real ante el asombro de todos. Avergonzada, Anastasia quiere devolver el regalo que el Rey le dio pero éste muy contento y agradecido de sus acciones le dice que lo conserve porque todo el mundo merece el amor verdadero. El Hada Madrina les ofrece regresar a la línea de tiempo original pero el Príncipe y Cenicienta prefieren dejarlo todo como está. Una vez más, se casan y viven felices para siempre.
Por castigo Lady Tremaine y Drizella se convierten en Aseadoras en la bodega de castillo. Por su parte, Anastasia es nombrada dama de compañía de la familia real, por lo que se queda a vivir en el Palacio junto con la Cenicienta y el Príncipe.